# محمية الجزر الشمالية للبحر الأحمر
محمية الجزر الشمالية للبحر الأحمر، اعلنت محمية في 2006، مساحتها : 1991 كم2 ونوعها «محمية تنمية موارد»، كانت هذه الجزر بالإضافة إلى أشجار المانجروف على طول الساحل تابعة لمحمية علبة، لكنها (تعامل) كوحدة منفصلة، وتشكل الجزر مواقع هامة لتكاثُر الطيور البحرية والسلحفاة الخضراء المهددة بالانقراض، وتتكاثر نسبة تفوق 30% من نورس عجمة المستوطنة بالبحر الأحمر بالمحمية. 
أما المانجروف فهو بمثابة حضانات للأسماك والقشريات، وتتغذى عروسة البحر والسلاحف الخضراء من قيعان البحر المعشبة، وتتواجد الدلافين في المياه البعيدة عن الشاطئ. وتعد هذه الجزر مركز جذب لآلاف من الغطاسين الذين يقومون بزيارة مصر سنويا.